# Dreamfall: The Longest Journey
Dreamfall: The Longest Journey – komputerowa gra przygodowa z elementami zręcznościowymi, wyprodukowana przez Funcom i wydana przez Micro Appliaction. Jest ona bezpośrednią kontynuacją gry The Longest Journey: Najdłuższa podróż. Premiera światowa miała miejsce 17 kwietnia 2006 roku, w Polsce – 21 lipca 2006 roku.

## Fabuła gry

### Główne wątki
Fabuła rozgrywa się 10 lat po wydarzeniach z gry The Longest Journey: Najdłuższa podróż. Główną bohaterką gry jest Zoë Castillo, dwudziestoletnia mieszkanka Casablanki, która przypadkiem przez sen odkrywa istnienie znanych z poprzedniej części światów równoległych. Nękana przez jedną i tę samą wizję – zimowy krajobraz z czarnym domem i małą dziewczynką, która mówi: „Znajdź April Ryan, ocal ją!” – Zoë wyrusza w swoją najdłuższą podróż, aby rozwikłać całą sprawę. Wszystko komplikuje się jeszcze bardziej, gdy znika przyjaciel Zoë. Dziewczyna musi podjąć ogromne ryzyko, by go odzyskać.

## Bohaterowie
W grze występuje troje pierwszoplanowych bohaterów; oprócz znanej z The Longest Journey: Najdłuższa podróż April Ryan są to: Zoë Castillo – studentka, która rzuciła naukę na Uniwersytecie Kapsztadzkim i Kian Alvane – tajemniczy morderca z potężnego imperium. Gra automatycznie, w wybranych momentach, przełącza sterowanie z jednego bohatera na innego, poruszając w ten sposób nowy wątek opowieści.

### Zoë Castillo
Życie dwudziestoletniej Zoë właśnie stanęło pod znakiem zapytania. Rzuciła studia na kapsztadzkim uniwersytecie, wróciła do rodzinnego domu i zakończyła bardzo poważny związek z Rezą. Dni upływają dziewczynie na wylegiwaniu się w łóżku, oglądaniu telewizji i narzekaniu na aktualną sytuację. Mimo iż Zoë nie podoba się, to co wydarzyło się w ostatnich miesiącach, to nie potrafi sama dźwignąć się z dołu bezczynności, w który wpadła. Wkrótce jednak zostaje uwikłana w ogólnoświatową konspirację, która zmusza ją do wyruszenia w długą i niebezpieczną podróż. Zoë wreszcie będzie musiała opowiedzieć się po jednej ze stron, a będzie to o tyle trudne, że rzeczy, które ujrzy w trakcie swojej przygody całkowicie zburzą porządek jej świata.

### April Ryan
Dziesięć lat temu pewna młoda i pełna wiary dziewczyna wyruszyła w najdłuższą podróż swego życia, by uratować bliźniacze światy. Postawiła wszystko na jedną kartę, by dużo zyskać, lub wszystko stracić. Wiele się jednak od tamtego czasu zmieniło. Po ocaleniu Stark i Arkadii, pozostawiona sama sobie, April nie umiała stawić czoła czekającej na nią rzeczywistości, a w dodatku została uwięziona w obcym świecie. Teraz ta urocza, młoda dama przemieniła się w zgorzkniałą, pozbawioną złudzeń kobietę, której jednak tylko się wydaje, że pozostawiła przeszłość za sobą. Przeznaczenie już wkrótce znów zapuka do jej drzwi.

### Kian Alvane
Apostoł z Sadiru, z ludu Azadi niosący światło bogini heretykom i bezbożnikom przy pomocy ostrza swego miecza. Dotychczas mężczyzna służył Szóstce (Imperatorkom) bez zadawania zbędnych pytań. Wkrótce jednak otrzymuje za zadanie zabić przywódcę rebeliantów w Północnych Krainach. Początkowo misja wydaje się standardowa, ale po przybyciu na miejsce czarno-biały świat Kiana zaczyna nabierać wiele odcieni szarości. Mimo swego fanatyzmu, Kian jest człowiekiem honoru i szybko dostrzega zło, które jego ludzie wyrządzili Markuriańczykom. Teraz jego wiara została poddana próbie, mężczyzna bowiem w swojej podróży przestaje już być bezwładną marionetką w rękach swych zwierzchników i przeznaczenia.

## Trzy światy

### Stark
Fabuła opisuje rok 2209 jako ten, w którym „coś się wydarzyło”. Po dziesięciu latach ludzie niewiele pamiętają z tamtego okresu, lub nie chcą pamiętać, ale zdarzenie to zmieniło świat. Naoczni świadkowie twierdzą, że nie tylko rzeczywistość uległa zniekształceniu. Coś wydarzyło się także na niebie. Utracono kontakt z pozaziemskimi koloniami, a przez krótki, lecz przerażający czas, mieszkańcy Ziemi pozostawali „przykuci” do jej powierzchni. Po około dwóch tygodniach zniszczone cywilizacje zaczęły się odbudowywać, a ludzie przyzwyczajać do nowych warunków życia.
Powszechny chaos doprowadził to utworzenia Syndykatu, który początkowo miał zapobiegać bezprawnym działaniom korporacji, lecz z czasem uruchomił niezwykle rozwiniętą sieć policyjną zwaną „OKO” lub „Oko na niebie”, która jest w stanie namierzyć każdego posiadacza telefonu komórkowego, lub innego urządzenia elektronicznego. Naturalnie w odpowiedzi na tę całkowitą kontrolę liczni hakerzy stworzyli nielegalne oprogramowania-osłony, które zapewniają człowiekowi „niewidzialność” dla OKA. Niestety ostatnio znów zaczyna się coś psuć. W ogólnoświatowej sieci, (kontrolującej wszystko: kamery, konsole, lodówki, samochody, zabawki, ubrania...), pojawiają się zakłócenia. Ponadto popularna firma zabawkarska WATIcorp, produkująca roboty AI, pracuje właśnie nad tajemniczym projektem Alchera i konsolą snów, która ma całkowicie zrewolucjonizować świat rozrywki. Jednak niszczące sieć zakłócenia okazują się mieć bezpośredni związek z firmą.

### Arkadia
Zaraz po uratowaniu przez April Ryan bliźniaczych światów, Markuria zostaje zaatakowana przez barbarzyńskich Tyrenów. Z pomocą mieszkańcom Ayrede przybywają Azadi na swych podniebnych statkach wybijając wrogą rasę niemal do nogi. Jednak pomoc w uzyskaniu wolności miała swoją cenę. Obcy lud postanowił pozostać w mieście i szerzyć w okolicach słowo bogini, zabraniając tym samym wolności słowa, praktykowanie magii, oraz religii przodków. Wszyscy nie-ludzie, (zwani w Dreamfall „magiczniakami”), zostali zamknięci w getcie, które niegdyś było markuriańską starówką. Zburzono starożytną Świątynię Równowagi, wypędzając jednocześnie z miasta całą radę kapłanów, a w miejscu ich siedziby budując ogromną wieżę, której przeznaczenie nie jest znane.
Dreamfall: The Longest Journey nie skupia się już tak szczegółowo nad światem Arkadii, jak w pierwszej części gry. Przestawiona jest tu głównie Markuria okupowana przez żołnierzy Azadi i walczący z nimi buntownicy. Jednak zapomnieć nie można też o atrakcyjnym ukazaniu takich miejsc jak pływające miasto Ludzi Mroku, a zwłaszcza ich biblioteka, obóz rebelii na bagnach, czy tajemniczego, podziemnego miasta z dziwnymi istotami posługującymi się muzyczną magią.

### Zima
Tajemnicza kraina, stworzona przez „ducha” dziewczynki imieniem Faith, o zimowym krajobrazie. Znajduje się tam złowieszczy domek dla lalek unoszący się w powietrzu. To właśnie wizja owego świata nawiedza Zoë. Dziewczyna poprzez swoje unikalne zdolności jest też w stanie, w trakcie snu, znaleźć się w tym miejscu, lecz kontrolę nad nim sprawuje Faith.

## Kontynuacja
1 listopada 2012 roku zapowiedziano kontynuację gry o nazwie Dreamfall Chapters, która powstawała w studiu Red Thread Games. 21 października 2014 roku ukazał się jej pierwszy odcinek.

## Polska wersja
Wersja polska: Fun Factory YANINA

Reżyseria: Artur Kruczek

Kierownik projektu: Mariusz Szlanta

W rolach głównych polskiej wersji gry występują:
- Edyta Olszówka – April Ryan
- Agnieszka Grochowska – Zoë Castillo
- Janusz German – Kian Alvane
- Jarosław Boberek – Kruk
- Dariusz Odija – Charlie / Kolejka WATI
- Agnieszka Fajlhauer – Emma
- Anna Sroka – Olivia / Sekretarka Jivy / Kobieta Dolmari
- Mikołaj Müller – Starożytny / Wonkers
- Marek Obertyn – Brian Westhouse / Mroczny Lud
- Krzysztof Zakrzewski – Alvin Peats / Mistrz Garmon / Chińczyk
- Przemysław Nikiel – Strażnik Równowagi / Strażnik Azadi
- Adam Szyszkowski – Damien Cavanaugh
- Brygida Turowska – Buntowniczka / Dr Jeanine Park
- Hanna Kinder-Kiss – Minstrum Magda / Stuknięta Klara
- Mirosław Zbrojewicz – Marcus Crozier
- Joanna Domańska – Jama
- Barbara Dawidziuk – Helena Chang
- Katarzyna Kozak – Na'ane
- Marek Włodarczyk
- Olga Borys
- Bożena Furczyk
- Wojciech Majchrzak
- Zbigniew Dziduch
- Robert Kowalski
- Andrzej Szopa
- Artur Kruczek
- Ewelina Żak-Domarackas
- Ryszard Olesiński
- Agata Kozak
- Jacek Kiss
- Piotr Bujno
- Włodzimierz Chrośniak
- Joanna Kudelska
- Bianka Fajlhauer
- Iwo Fajlhauer
- Marek Węglarski